# Тангермюндское соглашение
Тангермюндское соглашение (нем. Vertrag von Tangermünde) — соглашение, по которому 13 апреля 1312 года маркграф Мейсена Фридрих I выкупил себе свободу из плена маркграфа Бранденбургского Вальдемара, в который он и его сын попали несколькими днями ранее близ городка Хайн в Мейсене.

## История
После того, как Фридрих Свободный был назван наследником Фридрихом Младшим в 1309 году, он претендовал на марки Ландсберг и Лужицкую марку, что привело к спору с бранденбургским маркграфом Вальдемаром из асканского дворянского рода. После провала переговоров Вальдемар начал войну в начале 1312 года с целью подчинить своей власти Мейсенскую марку, которая уже была заложена асканцами с 1303 по 1305 годы.  
В ходе боев Вальдемар двинулся в Лужицу в конце марта 1312 года, продвигаясь также в район вокруг Хайна. Когда ночная атака на город не удалась и нападавшие были схвачены, жители Хайна призвали на помощь маркграфа Мейсена. Однако маркграф Фридрих Вольноотпущенник, поспешивший со своим сыном Фридрихом Хромым и несколькими воинами, попал недалеко от города в руки Вальдемара, который похитил двух мейсенских дворян в Тангермюнде.
После трудных переговоров о его освобождении Фридриху Вольноотпущеннику пришлось согласиться на мировое соглашение. Среди прочего, он обязался выплатить 32 000 марок бранденбургским серебром или серебром из Фрайберга, уступить наследственные притязания Марку Лаузиц, Марку Ландсбергу и региону Эльба-Эльстер, а также передать в собственность владения владениями Хайн и Торгау. Города Лейпциг, Ошац, Гримма и Гайтхайн были отданы в залог асканцам. Кроме того, Фридрих обязался в случае смерти маркграфа Бранденбургского признать права его преемников. Точно так же на мейсенской стороне в случае смерти маркграфа преемник должен был взять на себя его обязанности.